# Ameivula mumbuca
Ameivula mumbuca là một loài thằn lằn trong họ Teiidae. Loài này được Colli, Caldwell, Costa, Gainsbury, Garda, Mesquita, Filho, Soares, Silva, Valdujo, Vieira, Vitt, W mô tả khoa học đầu tiên năm 2003.